# Uczenie nienadzorowane
Uczenie nienadzorowane – rodzaj uczenia maszynowego, którego zadaniem jest odkrywanie w zbiorze danych wzorców bez wcześniej istniejących etykiet i przy minimalnej ingerencji człowieka. Uczenie nienadzorowane zakłada brak obecności oczekiwanego wyjścia w danych uczących. W przeciwieństwie do uczenia nadzorowanego, które zwykle wykorzystuje dane oznaczone przez człowieka, uczenie nienadzorowane umożliwia modelowanie gęstości prawdopodobieństwa danych wejściowych. Uczenie nienadzorowane stanowi, wraz z uczeniem nadzorowanym i uczeniem przez wzmacnianie, jedną z trzech głównych kategorii uczenia maszynowego. Wariantem pośrednim pomiędzy uczeniem nadzorowanym i uczeniem nienadzorowanym są techniki uczenie częściowo nadzorowanego.
Dwie główne metody stosowane w uczeniu nienadzorowanym to analiza składowych głównych oraz analiza skupień. Analiza składowych głównych jest wykorzystywana do zmniejszania wymiarowości danych poprzez odkrywanie i odrzucanie cech które niosą ze sobą najmniej informacji. Analiza skupień jest wykorzystywana w celu grupowania lub segmentowania zestawów danych ze wspólnymi atrybutami w celu ekstrapolacji występujących w nich zależności. Analiza skupień identyfikuje podobieństwa w danych i pozwala na grupowanie danych, które nie zostały oznaczone, sklasyfikowane ani skategoryzowane. Ponieważ analiza skupień bazuje na obecności lub braku takich podobieństw w nowej danych, może być wykorzystana aby wykryć nietypowe dane, które nie pasują do żadnej grupy.